# Rhemaxos
Rhemaxos est un roi qui résida sur la rive gauche du Danube et fut un protecteur des cités grecques de Dobroudja vers 200 av. J.-C. Il est connu par une inscription d'Histria en l'honneur d'Agathoclès qui raconte son intervention contre Zoltès.
Son appartenance ethnique est discutée : gète pour Dionisie Mihail Pippidi, scythe pour Ioan Iosif Russu.